# Gianfranco Maselli
Gianfranco Maselli (Roma, 24 gennaio 1929 – Parma, 1º settembre 2009) è stato un compositore, organista e musicologo italiano.
Ha studiato organo e composizione presso il Conservatorio "S. Cecilia" di Roma. Segretario del Concorso di Composizione della SIMC dal 1958 al 1968 e membro del Comitato artistico della stessa società, ha collaborato, come saggista, con numerose riviste musicali. È autore di pagine per orchestra, da camera e per organo, caratterizzate da un'attenzione particolare per la dimensione timbrica. Ha scritto anche musiche di scena e per cartoni animati. Docente di composizione nei conservatori di Pesaro, Milano e Parma, ha pubblicato alcuni libri per le case editrici Sonzogno, Arnoldo Mondadori Editore e Rizzoli.
Tra essi, particolare diffusione hanno avuto, negli anni '70, i volumi Lessico musicale e Il cercadischi, dove dimostra
di saper coniugare stile brillante e divulgativo e puntuale indagine musicologica. Da segnalare anche Cronache musicali del mondo occidentale, pubblicato nel 2004 dalla RAI-ERI.